# Pharsalia granulipennis
Pharsalia granulipennis là một loài bọ cánh cứng trong họ Cerambycidae.